# Publi Valeri Eutiquià
Publi Valeri Eutiquià de sobrenom Comazon (en llatí Publius Valerius Eutychianus) va ser un magistrat romà i també actor i ballarí que va viure al segle iii. Formava part de la gens Valèria.
Estava servint a Tràcia quan va ser degradat a simple remer per la seva mala conducta a la flota, per Claudi Àtal, governador de la província. Després va prendre part a la conspiració contra Macrí i es va convertir en el conseller confidencial i la mà dreta d'Elagàbal que el va fer prefecte del pretori i cònsol l'any 220, i per dues vegades prefecte de la ciutat, càrrecs en els que es va venjar dels qui l'havien perjudicat. A la mort de l'emperador (222) no sols va escapar de la mort sinó que encara va ser nomenat per tercera vegada prefecte de la ciutat, la primera vegada que una persona exercia tres vegades el càrrec.